# Giuseppe Parini
Giuseppe Parini (Bosisio, 1729. május 22. – Milánó, 1799. augusztus 15.) olasz költő.

## Élete
Milanóban járta iskoláit és eleinte papi pályára készült, de szegénysége arra kényszerítette, hogy egy ügyvédnél csekély bérért másolgasson, majd elment nevelőnek. Nagy tehetsége már korán megnyilatkozott, és Darisbo Elidonio álnéven jól ismerték az arkádiai poéták, noha a nagy közönség nem igen vett tudomást irodalmi munkásságáról. 
Huszonhárom éves korában (1752) Ripano Eupilino álnéven kiadott egy kötet költeményt, amelyben már kitűnik a költő reális felfogásának ereje és hatalma, korát keményen ostorozó szatirikus ereje. Legkiválóbb alkotása a tanító-szatirikus irányú Il giorno (1763). Firmian gróf, a város akkori kormányzója vette ekkor pártfogásába és tanári állást adott neki (1769), majd a Gazzetta Milanese szerkesztését is rábízta. Később még hatalmasabb pártfogóra tett szert Este hercegnőben, majd maga II. Lipót is elhalmozta kegyeivel, sőt I. Napóleon is kitüntette, midőn pedig a franciák Milánót elfoglalták, Parini a városi tanács tagja lett. Összes műveit (Opere) Reina adta ki (6 kötet, Milano 1801–1804).